# Fachhochschule Erfurt
Die Fachhochschule Erfurt ist eine von drei Hochschulen in der Thüringer Landeshauptstadt Erfurt. Sie wurde im Oktober 1991 gegründet; zum Wintersemester 2019/2020 hatte sie 4101 Studierende.

## Geschichte

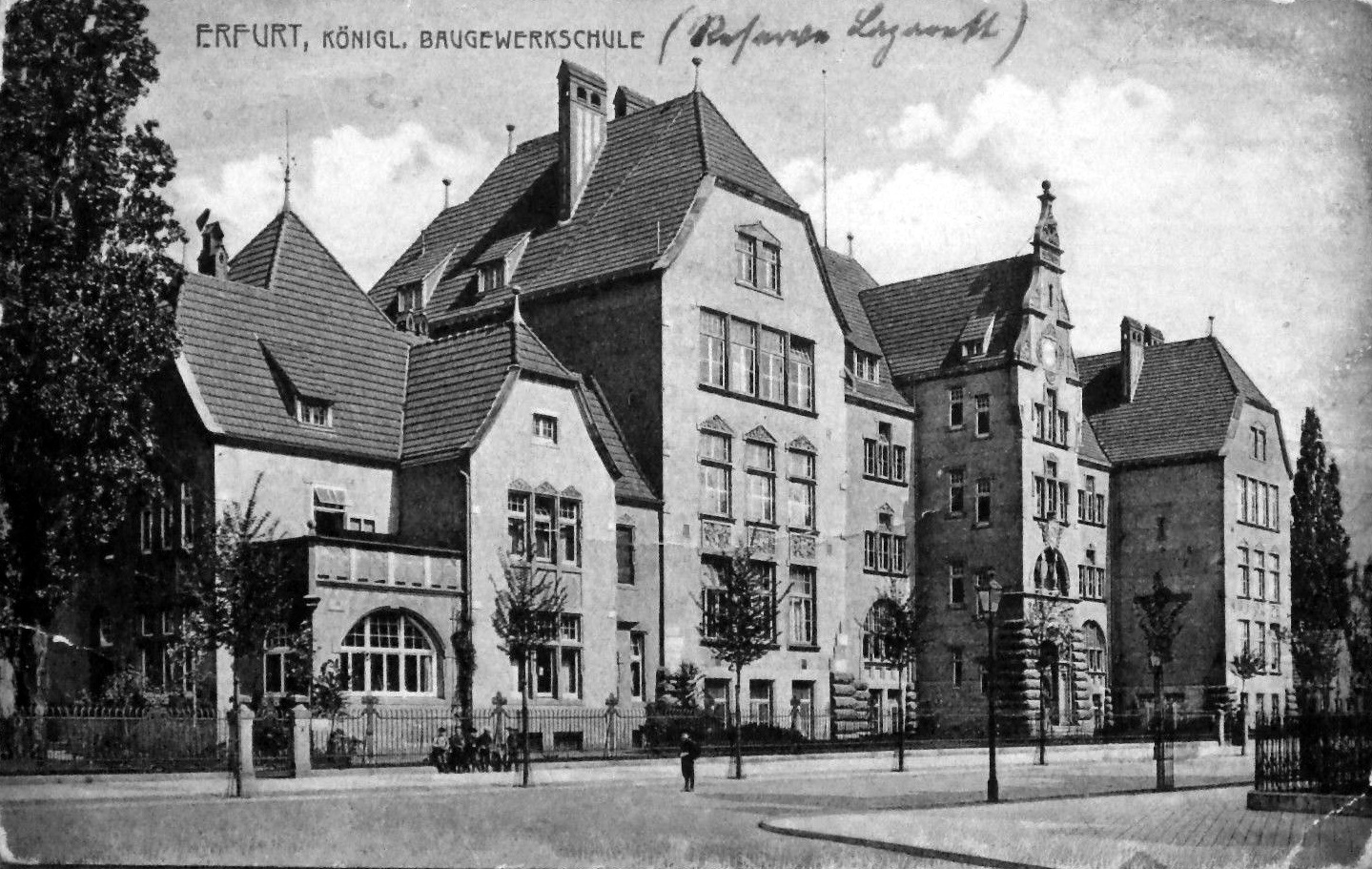
Die Königliche Baugewerkschule um 1910

1901 wurde eine königlich preußische Baugewerkschule Erfurt in der Schlüterstraße gegründet. Aus ihr ging 1947 die Ingenieurschule für das Bauwesen hervor. 1946 erfolgten ferner die Gründung einer Ingenieurschule für Gartenbau und 1955 eine Ingenieurschule für Versorgungstechnik. Diese Institute bildeten am 1. Oktober 1991 mit den neugebildeten Fachbereichen Landschaftsarchitektur und Sozialwesen die Basis bei der Gründung der Fachhochschule Erfurt.
Am 15. Oktober 1992 wurde der neue Fachbereich Wirtschaft (heute: Wirtschaftswissenschaften) eröffnet. Mit Beginn des Wintersemesters 1994/95 startete das Zusatzstudium Wirtschaftsingenieurwesen im neuen Fachbereich Verkehrs- und Transportwesen. Im gleichen Jahr kam der Fachbereich Restaurierung (heute: Konservierung und Restaurierung) hinzu. Beides sind echte Neuheiten an den Fachhochschulen der neuen Bundesländer.
Ergänzt wird dieses Angebot durch den 2000 eröffneten interdisziplinären Bachelorstudiengang Angewandte Informatik, der 2004 auch mit der Masterausbildung begann. Anfang des Wintersemesters 2007/08 startete der Bachelorstudiengang Forstwirtschaft und Ökosystemmanagement, welcher das Angebot der Forstfachhochschule Schwarzburg (Betrieb 2008 eingestellt) in einer neuen Form fortführte. Dieser Studiengang wurde im Fachbereich Landschaftsarchitektur und Gartenbau aufgenommen, der seitdem die Bezeichnung Landschaftsarchitektur, Gartenbau und Forst trägt. Die Fachhochschule Erfurt knüpft damit an eine lange Tradition der forstwissenschaftlichen Ausbildung in Thüringen an, die ihren Ursprung in der Forstakademie Dreißigacker sowie in der Großherzoglich-Sächsische Forstlehranstalt Eisenach findet.
Ebenfalls im 2007/08 startete der berufsbegleitende Bachelorstudiengang Bildung und Erziehung von Kindern, der in der Fakultät Angewandte Sozialwissenschaften angesiedelt ist.
Im Jahr 2008 hat sich die Fachhochschule Erfurt eine neue Grundordnung gegeben. Dabei hat sich auch die Struktur der Hochschule geändert: durch Fusion früherer Fachbereiche entstanden 6 Fakultäten. Dies sind:
- Fakultät Architektur und Stadtplanung
- Fakultät Bauingenieurwesen und Konservierung/Restaurierung
- Fakultät Gebäudetechnik und Informatik
- Fakultät Landschaftsarchitektur, Gartenbau und Forst
- Fakultät Angewandte Sozialwissenschaften
- Fakultät Wirtschaft-Logistik-Verkehr

Die Fakultäten sind nun die organisatorischen Grundeinheiten der Hochschule. In ihnen sind fachlich verwandte oder kooperierende Studiengänge zusammengeschlossen.

## Angebot
Zu den Gründungsfachbereichen Architektur, Bauingenieurwesen, Gartenbau, Landschaftsarchitektur, Sozialwesen und Versorgungstechnik kam 1992 der Fachbereich Wirtschaftswissenschaft hinzu. Echte Neuheiten im Angebot an Fachhochschulen der neuen Bundesländer sind die Fachrichtungen Konservierung und Restaurierung sowie Verkehrs- und Transportwesen. Dieses wird durch den 2000 eröffneten, fächerübergreifenden Studiengang Angewandte Informatik mit den Vertiefungsrichtungen Medien-, Ingenieur- und Wirtschaftsinformatik ergänzt. Seit dem Wintersemester 2007/08 komplettiert der Studiengang Forstwirtschaft und Ökosystemmanagement die traditionelle „grüne“ Ausbildung in Gartenbau und Landschaftsarchitektur in Erfurt. Der Studiengang Bildung und Erziehung von Kindern wurde in der Fakultät Angewandte Sozialwissenschaften vorerst berufsbegleitend eingerichtet und wird ab dem Sommersemester 2012 grundständig gelehrt. Zum Wintersemester 2008/2009 wurde das Angebot um die Studiengänge Stadt- und Raumplanung sowie Eisenbahnwesen ergänzt.

## Struktur

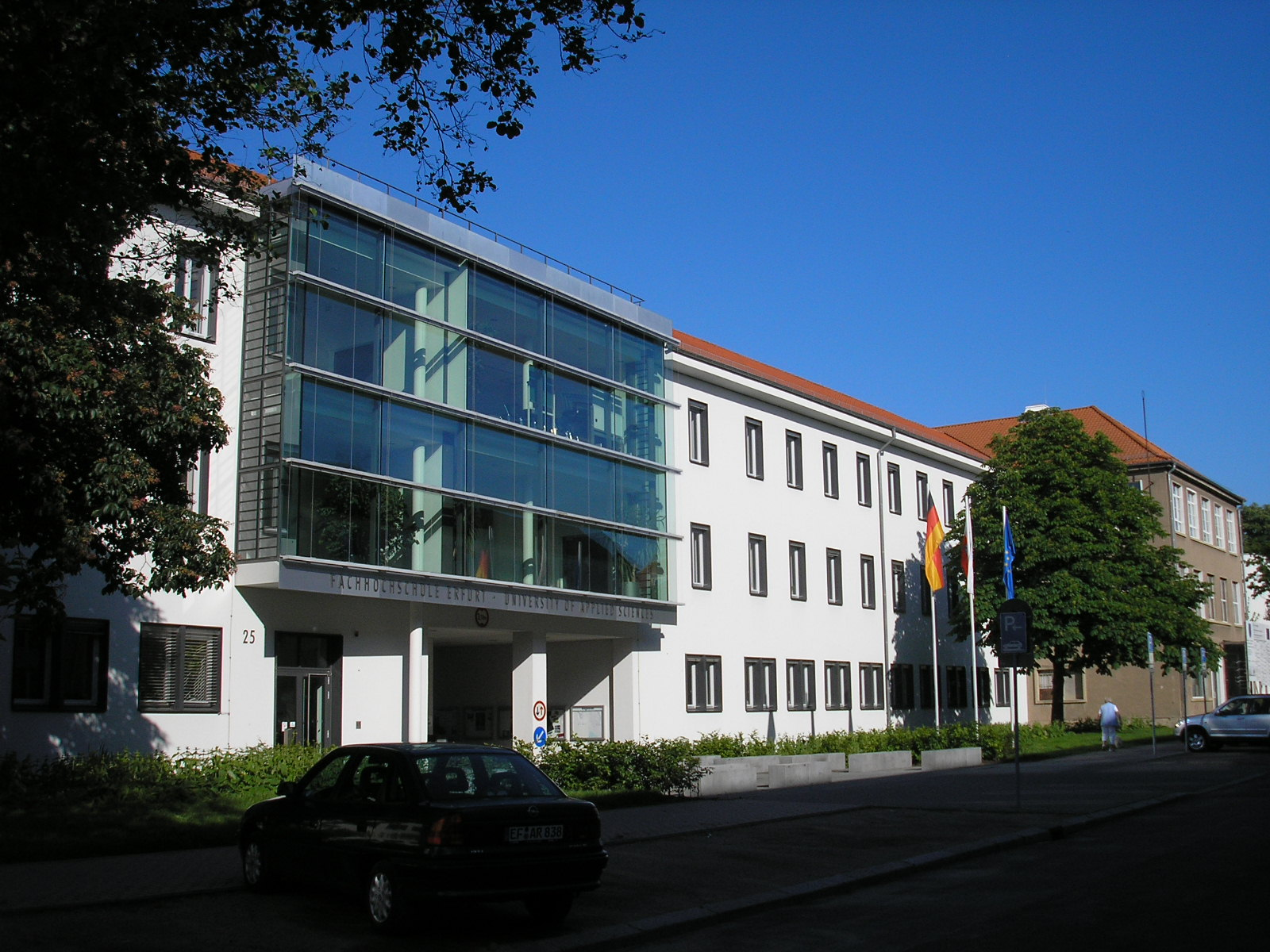
Haupteingang am Campus Altonaer Straße

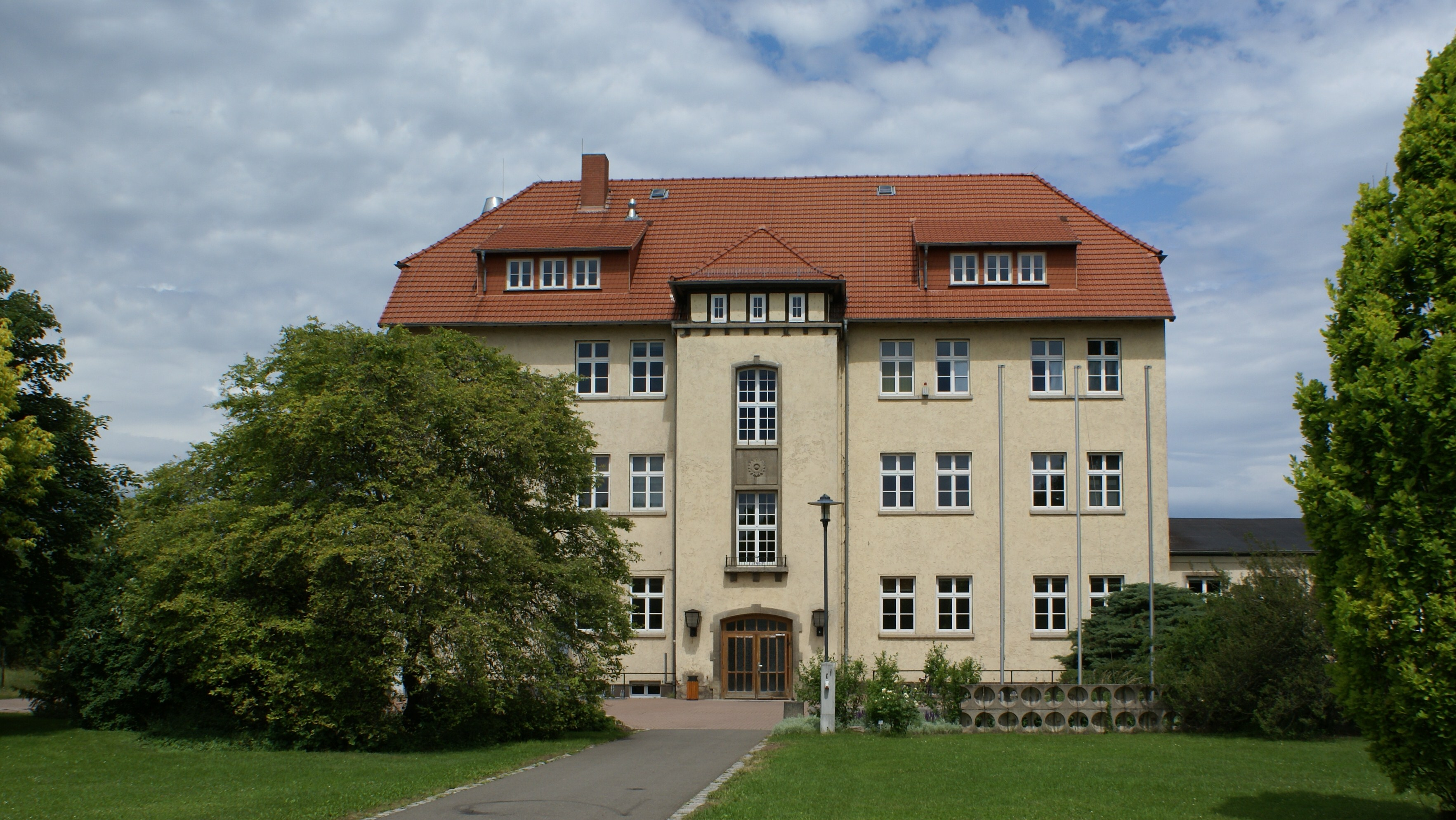
Lehrgebäude Campus Leipziger Straße

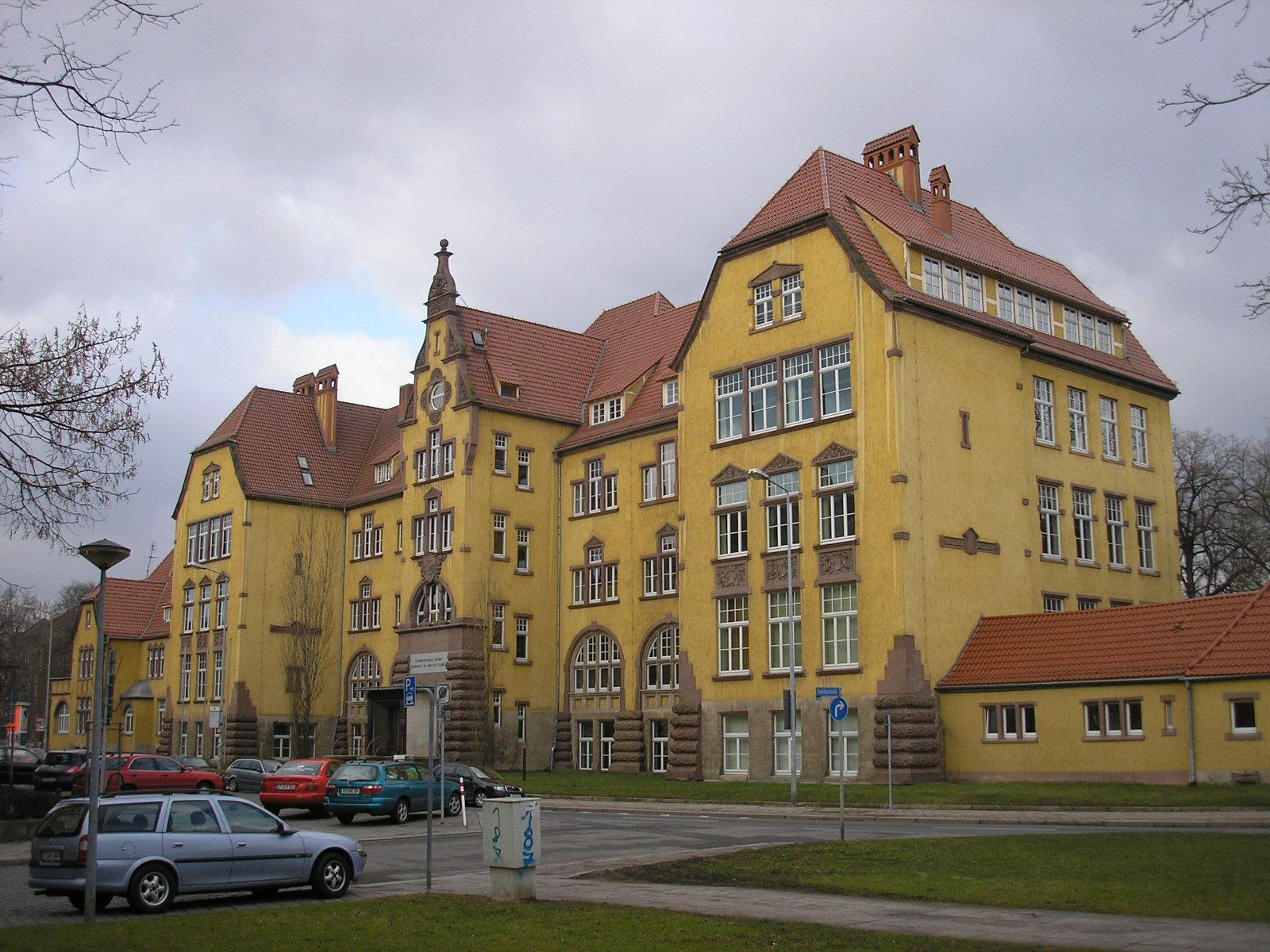
Lehrgebäude Schlüterstraße

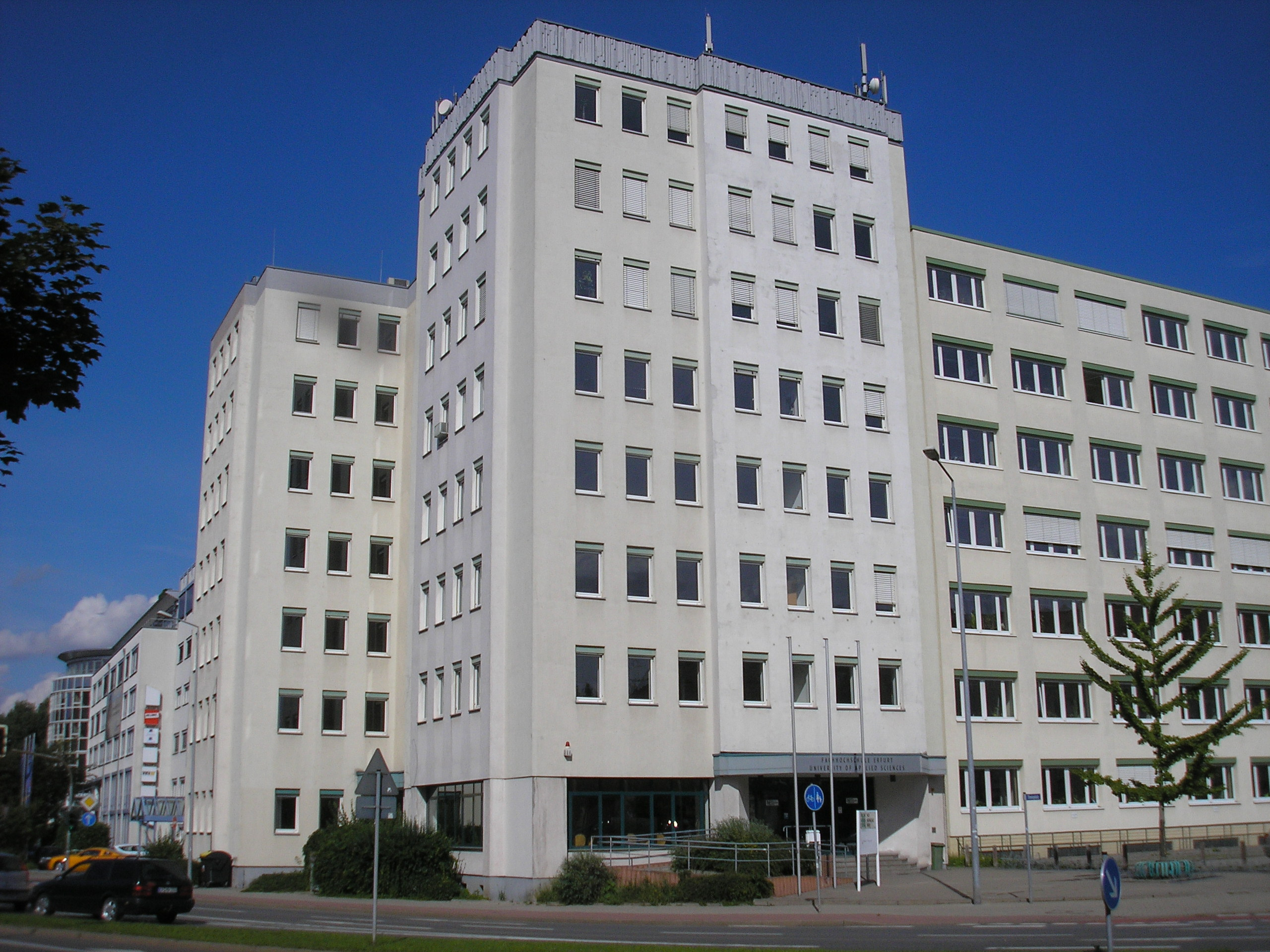
Hochhaus Steinplatz (ehemals FHE), heute Max-Weber-Kolleg der Universität Erfurt

Die Fachhochschule Erfurt bietet Bachelor- und Masterstudiengänge in dreizehn Fachrichtungen an, die in sechs Fakultäten organisiert sind:

### Fakultät Angewandte Sozialwissenschaften
- Soziale Arbeit
- Bildung und Erziehung von Kindern

### Fakultät Architektur und Stadtplanung
- Architektur
- Stadt- und Raumplanung

### Fakultät Bauingenieurwesen und Konservierung/Restaurierung
- Bauingenieurwesen
- Konservierung und Restaurierung

### Fakultät Gebäudetechnik und Informatik
- Angewandte Informatik
- Gebäude- und Energietechnik

### Fakultät Landschaftsarchitektur, Gartenbau und Forst
- Gartenbau
- Landschaftsarchitektur
- Forstwirtschaft

### Fakultät Wirtschaft-Logistik-Verkehr
- Verkehrs- und Transportwesen
- Wirtschaftswissenschaften

## Standorte
Die sechs Fakultäten sind in der Stadt auf drei Standorte verteilt:

### Altonaer Straße
Das bauliche Herzstück bildet das Campusgelände in der Altonaer Straße. Hier sind die Angewandten Sozialwissenschaften, die Konservierung und Restaurierung, das Verkehrs- und Transportwesen, die Angewandte Informatik, die Wirtschaftswissenschaften, die Gebäude- und Energietechnik sowie das Bauingenieurwesen beheimatet. Außerdem befinden sich hier der 2008 fertiggestellte Audimax, das Laborgebäude, die Forschungsinstitute, das Hochschulrechenzentrum, die Hochschulbibliothek und die zentrale Verwaltung. Auch die zentrale Mensa, die Sprachlabore und der Studierendenrat finden sich dort.

### Leipziger Straße
Das Domizil des „grünen“ Bereichs Landschaftsarchitektur, Gartenbau sowie Forstwirtschaft liegt im Nordosten der Stadt, in der Leipziger Straße. Eine große Versuchsgewächshausanlage und weitläufige Freiflächen, ein großes Arboretum sowie ein moderner Landschaftslehrpark bieten praktische Bezüge.

### Schlüterstraße
Im Gebäude in der Schlüterstraße befindet sich die Fakultät Architektur und Stadtplanung. Damit wird die über 100-jährige Tradition der königlich-preußischen Baugewerkeschule bis heute fortgesetzt. Seit dem Jahr 2008 (Wintersemester 08/09) ist neben dem Studiengang Architektur auch der Studiengang Stadt- und Raumplanung ansässig.
In einem umgenutzten Hochhaus am Steinplatz war zudem die Fachrichtung Wirtschaftswissenschaften untergebracht. Der Campus in der Altonaer Straße wurde dabei mitgenutzt. Zum Sommersemester 2017 zog die Fachrichtung an den Campus Altonaer Straße.

## Forschung
Seit Gründung der Fachhochschule gibt es Kooperationen mit unterschiedlichsten Unternehmen und Institutionen in der Region sowie mit kommunalen Einrichtungen.
Der Schwerpunkt für Forschungsleistungen der Fachhochschule Erfurt liegt auf der anwendungsorientierten Forschung und Dienstleistung, auf der Verknüpfung von Theorie und Praxis. Ziel ist die Bereitstellung von Forschungs- und Entwicklungspotential insbesondere für klein- und mittelständische Unternehmen der Region, das diese aus eigener Kraft nicht bewältigen können.
2013 wurden folgende Forschungsschwerpunkte definiert:
- Innovative Verkehrssysteme und effiziente Logistik-Lösungen
- Kindheit, Jugend, soziale Konfliktlagen
- Nachhaltiges Planen und Bauen, Landnutzungs- und Ressourcenmanagement

Diese Schwerpunkte sollen die Profilbildung der Hochschule unterstützen und die Fachhochschule Erfurt vom Wettbewerb abgrenzen.

## Internationales
Die Fachhochschule Erfurt verfügt über ein breites Netz von etwa 70 Partnerhochschulen weltweit. Damit wird es sowohl deutschen Studierenden ermöglicht, einen Studienaufenthalt im Ausland durchzuführen, als auch ausländischen Studierenden, ihr Wissen in Erfurt zu vertiefen.
Seit 2005 organisieren die Wirtschaftswissenschaften der Fakultät Wirtschaft-Logistik-Verkehr jährlich eine zweiwöchige International Summer School zu wechselnden Themen aus aktuellen wirtschaftlichen Themenbereichen.

## Zentrum für Weiterbildung
Das Zentrum für Weiterbildung der Fachhochschule Erfurt sieht sich als Partner der Region für wissenschaftliche Weiterbildung.
Durch kontinuierliche Zusammenarbeit mit der Praxis gewährleistet das Zentrum aktuelle, maßgeschneiderte Bildungsangebote für Unternehmen und Personen aus dem beruflichen Umfeld.
Das Angebot umfasst dabei sowohl Tagungen, Workshops und Seminare sowie Studienkurse.
Ausgewählte Angebote des Zentrums für Weiterbildung sind:
- Gastechnik und Gasversorgung (FH)
- Gewaltprävention, Konfliktbearbeitung und Deeskalationstraining in Schule und Jugendarbeit
- Human Resource Management -Personalmanagement aktuell-
- Immobilienbetriebswirt/in (FH)
- Jüdische Sozialarbeit
- Mediation
- Mediation-Curriculum Bundesverband Mediation e. V.
- Marketingmanagement (FH)
- Personalentwicklung (FH)
- Sozialbetriebswirt/-in (FH)
- Erweiterungsmöglichkeit Heimleiterqualifikation
- Sozialpsychiatrie
- Wirtschaftsmediation

## Bekannte Professoren
Siehe auch Kategorie:Hochschullehrer (FH Erfurt)
- Nicole Berganski, Architektin und Gastprofessorin (2017–2018)
- Rolf Bietmann (* 1954), Jurist für Wirtschafts- und Arbeitsrecht
- Günther Fischer (* 1950), Architekt, Stadtplaner, Architekturtheoretiker und Autor
- Manfred Gerner (* 1939), Architekt, Bauhistoriker, Denkmalpfleger
- Christian Juckenack (* 1959), Geologe, Politikberater im Bereich Energie und Ressourcen
- Otto Kruse (* 1948), Psychologe, Schreibforscher
- Dietrich Neumann (1929–2023), Architekt
- Cäcilia „Cillie“ Rentmeister (* 1948), Kunsthistorikerin, Geschlechter- und Genderforscherin
- Maurus Schifferli (* 1973), Landschaftsarchitekt und Universitätsprofessor[2]
- Emanuel Semper (1848–1911), Architekt und Bildhauer
- Frank Setzer (* 1974), Forstwissenschaftler und Hochschullehrer
- Gesine Spieß (1945–2016), Erziehungswissenschaftlerin, Geschlechterforscherin
- Wolfgang Storm (1939–2004), Thermodynamiker
- Gerrit Tamm (* 1970), Wirtschaftsinformatiker
- Wolf Wagner (1944–2024), Soziologe
- Esther Weitzel-Polzer (* 1950), Soziologin

## Studierendenrat
Der Studierendenrat (StuRa) der Fachhochschule Erfurt ist ein Gremium der studentischen Selbstverwaltung, der nach §79 Abs. 1 ThürHG ff., sowie der eigenen Rechtsstellung, die Interessen der Studierenden an der Fachhochschule Erfurt vertritt. Das Gremium besteht aus maximal gewählten 17 Studierenden, die sich für die Belange der Studierendenschaft engagieren. Der StuRa agiert sowohl intern als auch extern und setzt sich gegenüber Lehrenden, der Hochschulleitung, der Stadt und verschiedenen externen sowie internen Partnern für die Anliegen der Studierenden ein. Die Aufgaben des StuRa sind in verschiedene Referate unterteilt, von denen jedes von mindestens einer Leiterin oder einem Leiter verantwortet wird. Dabei ist der StuRa zurzeit in 9 Referate untergliedert. Neben der Interessenvertretung der Studierenden organisiert der StuRa unter anderem Veranstaltungen, wie das FHE Sommerfest. Darüber hinaus strebt das Gremium an, das studentische Leben in unterschiedlichster Hinsicht zu entwickeln und zu verbessern.
Der StuRa informiert regelmäßig über Neuigkeiten und veröffentlicht Protokolle. Die Büros des Studierendenrats und der Studentischen Koordination befinden sich auf dem Campus in der Altonaer Straße 25/Haus 11. Die genaue Lage der Büros kann über einen Google Maps Link leicht gefunden werden.

## Sonstiges

### Kinder-Uni Erfurt
Die Fachhochschule Erfurt hat 2003 als erste Thüringer Hochschule die Idee einer Kinder-Universität aufgegriffen und im gleichen Jahr bereits acht Veranstaltungen angeboten. Seit 2005 beteiligen sich die Universität Erfurt und seit 2006 das Helios Klinikum Erfurt an der Veranstaltung.
Kinder im Alter von 6 bis 12 Jahren können sich in speziell für sie konzipierten Vorlesungen und Workshops zu medizinischen, sozial- und naturwissenschaftlichen sowie technischen Themen informieren und Fragen stellen, die von den Dozenten gern beantwortet werden.
Die Kinder-Uni Erfurt hatte im Wintersemester 2014/2015 über 2.600 Kinder in 50 Veranstaltungen zu Besuch.

### Lange Nacht der Wissenschaften
Die Fachhochschule hat im April 2007 in Zusammenarbeit mit der Universität, dem Helios-Klinikum und der Kulturdirektion der Stadtverwaltung Erfurt erstmals eine Lange Nacht der Wissenschaften in Erfurt durchgeführt. Mit diesem Angebot wollen die Organisatoren mit weiteren Partnern „Wissenschaft zum Erleben und Anfassen“ präsentieren. Die Veranstaltung wird alle zwei Jahre wiederholt.